# Kankan (ort)
Kankan är en regionhuvudort i Guinea.   Den ligger i prefekturen Kankan Prefecture och regionen Kankan Region, i den centrala delen av landet, 500 km öster om huvudstaden Conakry. Kankan ligger 381 meter över havet och antalet invånare är 114 009.
Terrängen runt Kankan är platt. Runt Kankan är det glesbefolkat, med 17 invånare per kvadratkilometer. Det finns inga andra samhällen i närheten. I omgivningarna runt Kankan växer huvudsakligen savannskog.